# To Courier with Love
To Courier with Love, llamado Al mensajero con amor en Hispanoamérica y Mensajero por amor en España, es un episodio perteneciente a la vigesimoséptima temporada de la serie animada Los Simpson, fue emitido originalmente el 8 de mayo de 2016 en EE.UU. El episodio fue escrito por Bill Odenkirk y dirigido por Timothy Bailey.

## Sinopsis
La familia Simpson se va de viaje a París y Homer se convierte en el mensajero de un maletín secreto.